# Samodzielna Grupa Operacyjna „Narew”

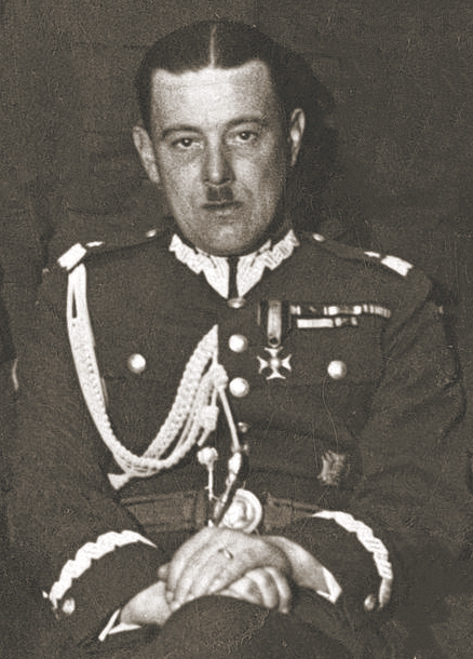
gen. bryg. Czesław Młot-Fijałkowski

Samodzielna Grupa Operacyjna „Narew” (SGO „Narew”) – związek operacyjny Wojska Polskiego podczas kampanii wrześniowej 1939 roku.
Samodzielna Grupa Operacyjna „Narew” powołana została 23 marca 1939 decyzją generalnego inspektora sił zbrojnych, marszałka Polski Edwarda Śmigłego-Rydza. Jej zadaniem była obrona północno-wschodniego odcinka frontu, oraz utrzymanie linii rzek Narwi i Biebrzy. W skład Grupy weszły cztery wielkie jednostki: 18 Dywizja Piechoty, 33 Dywizja Piechoty, Podlaska Brygada Kawalerii i Suwalska Brygada Kawalerii.

## Działania grupy w okresie pokoju
23 marca 1939 roku generalny inspektor sił zbrojnych, marszałek Polski Edward Śmigły-Rydz powołał zalążek ścisłego sztabu SGO „Narew”. Zespół ten rozpoczął pracę w ramach dowództwa 18 Dywizji Piechoty w Łomży. Na dowódcę grupy wyznaczony został wieloletni dowódca 18 Dywizji gen. bryg. Czesław Młot-Fijałkowski. Jednocześnie generalny inspektor przekazał dowódcy grupy zadanie ogólne. Wynikało z niego, że SGO „Narew” ma rozpoznać nieprzyjaciela działającego w rejonie jej odpowiedzialności, osłonić wschodnie skrzydło Armii „Modlin” i linię kolejową Grodno – Białystok – Warszawa, nie przepuszczając nieprzyjaciela poza linię Narew – Biebrza i Kanał Augustowski. Gros sił należało trzymać w rejonie: Łomża–Zambrów, jedną brygadę kawalerii w rejonie początkowo Suwałki, następnie Augustów, drugą na przedpolu Narwi. Szerokość pasa działania: 150–200 km, głębokość 35–70 km. Odwód SGO miała stanowić od początku dywizja piechoty bez pułku, a po wycofaniu na główną pozycję również obydwie brygady kawalerii.
25 marca odbyła się pierwsza odprawa operacyjna u gen. Młota-Fijałkowskiego, na której obecni byli wszyscy dowódcy wielkich jednostek, wchodzących w skład SGO „Narew”. Dowódca grupy prowadził indywidualną rozmowę z każdym z podległych sobie dowódców. W wyniku tak prowadzonej odprawy żaden z jej uczestników nie znał zadań sąsiadów. Dowódcy nie zostali też poinformowani o szczegółach ogólnego planu obrony SGO.
W kwietniu został opracowany plan działania Grupy na wypadek wojny. Dowódca grupy precyzował zadania: główny wysiłek obrony skupić na odcinku Łomża – Nowogród – Ostrołęka; posiadać silne odwody do kontrataków na głównym wysiłku obrony; kierunki wyprowadzające nieprzyjaciela na Białystok zamknąć w rejonie Osowca, wykorzystując do tego celu fortyfikacje stałe twierdzy, i w rejonie Wizny; kierunek Grodno i północne skrzydło Grupy osłonić działaniem brygady kawalerii; w żadnym wypadku nie dopuścić do przekroczenia przez nieprzyjaciela Biebrzy między Lipskiem i Sztabinem.
W tym celu pas obronny SGO „Narew” został podzielony na sześć odcinków: „Ostrołęka”, „Nowogród”, „Łomża”, „Wizna”, „Osowiec” oraz „Augustów”.
Gen. Młot-Fijałkowski zdawał sobie dobrze sprawę z tego, że w pasie obrony istniały duże luki. Dał temu wyraz 15 maja 1939. Na zapytanie marsz. Rydza-Śmigłego, jak się czuje jako dowódca Grupy, odpowiedział: „Bardzo źle, bo gdy nieprzyjaciel natrze – przejdzie wszędzie, a ja mu nic nie zrobię, gdyż nie mam czym”.
System fortyfikacji stałych i polowych zaczęto przygotowywać już w marcu 1939.
Specjalne nawodnienia dolin Biebrzy i Narwi zdołano przeprowadzić tylko częściowo. Zasypano rowy odwadniające między Osowcem a Augustowem. Próbowano wybudować dwie tamy w rejonie Nowogrodu i Ostrołęki. Tamy we wrześniu były gotowe zaledwie w 30%. Budowę schronów żelbetowych rozpoczęto w pierwszych dniach czerwca w rejonie Ostrołęki, Nowogrodu, Wizny, Osowca i Augustowa. Poza umocnieniami w terenie, został opracowany plan niszczeń na przedpolu i w głębi obszaru obronnego. Autorem planu był dowódca saperów SGO ppłk dypl. Szylling.

### Mobilizacja
23 sierpnia zarządzono powrót do koszar wojsk Grupy znajdujących się na ćwiczeniach, wprowadzono stan gotowości w urzędach wojskowych oraz ogłoszono mobilizację dla drugiego rzutu sztabu SGO „Narew”. W nocy 24 sierpnia ogłoszona została mobilizacja alarmowa. Wszystkie oddziały SGO „Narew”, z wyjątkiem rezerwowej 33 Dywizji Piechoty, mobilizowały się w swych garnizonach. Pierwsze bataliony pułków piechoty były gotowe już w godzinach wieczornych 24 sierpnia, natomiast drugie bataliony oraz szwadrony kawalerii osiągały gotowość bojową do godziny A+24. Do 26 sierpnia mobilizacja została całkowicie zakończona w 18 Dywizji Piechoty, Suwalskiej BK i Podlaskiej BK i jednostki te osiągnęły gotowość marszową. 27 sierpnia gotowa była, mobilizowana w Grodnie, 33 Dywizja Piechoty.
Lotnictwo przydzielone do SGO „Narew” mobilizowane było poza terenem województwa białostockiego i przybyło na teren operacyjny dopiero 31 sierpnia.
Po osiągnięciu gotowości marszowej oddziały piechoty i kawalerii wychodziły z miejsc mobilizacji do pobliskich miejscowości na kwatery. W oczekiwaniu na dalszy rozwój sytuacji oddziały przeprowadzały ćwiczenia strzeleckie. Podlaska Brygada Kawalerii (bez 5 puł i 9 psk) została skierowana w rejon miejscowości Stawiski – Jurzec, z zadaniem osłony mobilizacji i koncentracji oddziałów.

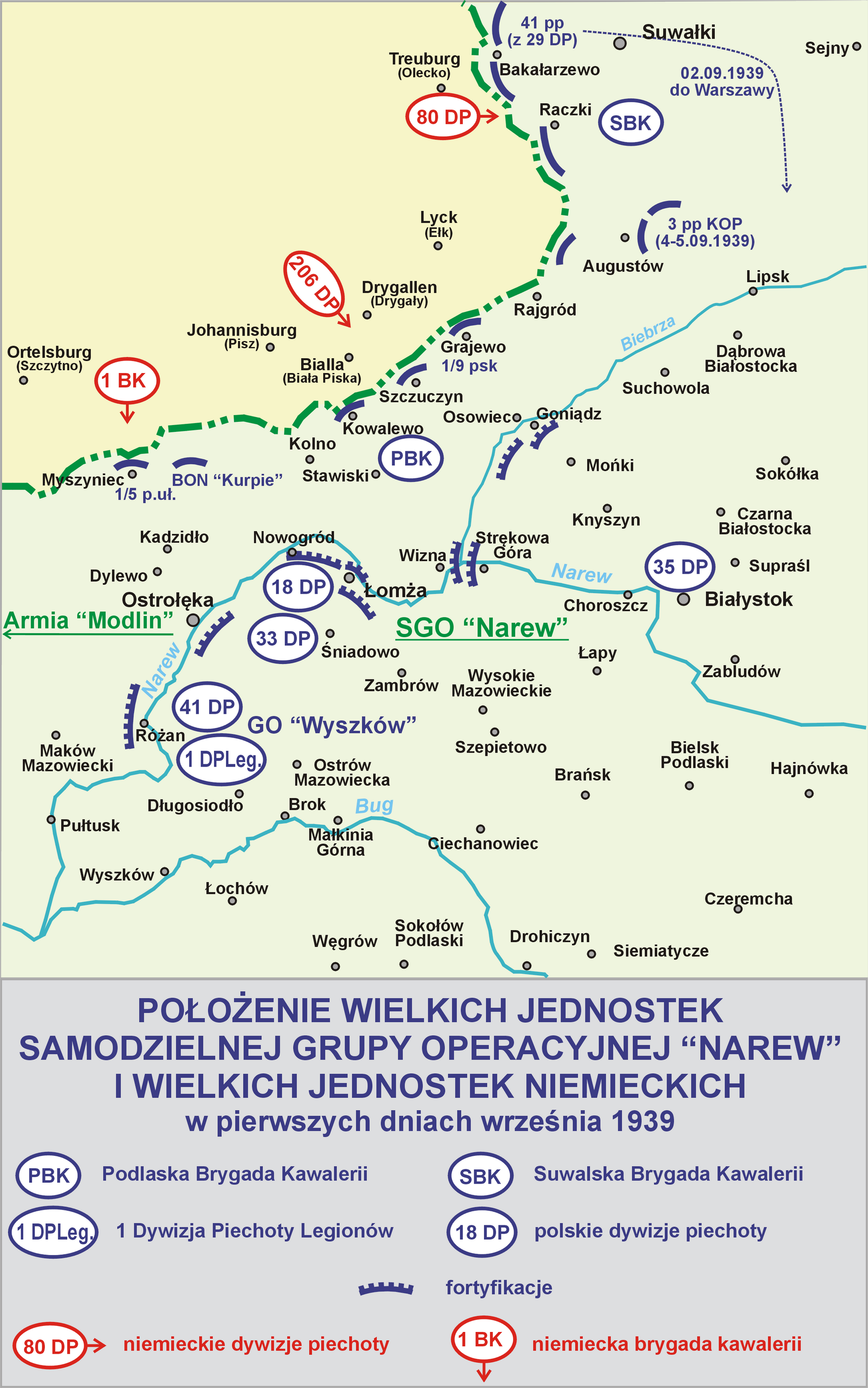

### Ugrupowanie wyjściowe
31 sierpnia 1939 dowództwo SGO przebywało w Łomży w gotowości do przejścia I rzutem do Śniadowa, a II do Zambrowa.
Zgodnie z planem działania dowódcy SGO „Narew”, poszczególne oddziały zajęły o świcie 1 września 1939 następujące pozycje:

Odcinek „Augustów” – jego obsadę stanowiła Suwalska BK z zadaniem osłony kierunku na Grodno. Miała ona uniemożliwić nieprzyjacielowi przekroczenie Biebrzy na odcinku: Czarniewo, Sztabin, Kurjanka. Oprócz brygady odcinak bronić miały podlegały gen. Podhorskiemu: 41 pułk piechoty z dal 29 pal, baon KOP „Sejny” i „Słobódka”, straż leśna Puszczy Augustowskiej.
Do pełnej obsady brakowało części 3 pułku piechoty KOP, który znajdował się w transportach kolejowych oraz 3 pułku strzelców konnych.

Odcinek „Osowiec” – odcinek obsadzony był przez 135 pułk piechoty wzmocniony II/32 pal i batalionem ckm. Pułk otrzymał zadanie opóźniania działań nieprzyjaciela z obszaru Prus Wschodnich na Osowiec, Goniądz i obrony odcinka Goniądz – grobla Pogorzały. Na przedpole w rejonie Grajewa został początkowo wysunięty szwadron 9 pułku strzelców konnych z zadaniem osłony i rozpoznania.

Odcinek „Wizna” – odcinek dozorował III/71 pp z baterią artylerii 18 pal, plutonami specjalnymi i 3 kompanią forteczną na pozycji umocnień na lewym brzegu Narwi i Biebrzy od Grądów Wonieckich do Kołodziei.

Odcinki „Łomża” i „Nowogród” – obsadę tych stanowił 33 pułk piechoty oraz kompania forteczna ckm. Zadaniem pułku była obrona przepraw w rejonie Łomży i Nowogrodu. Do wsparcia tych dwóch odcinków przewidywano użycie odwodu dywizyjnego – 71 pułku piechoty. Na przedpole, do rejonu Kolna, została wysunięta kompania kolarzy 18 DP, a szwadron kawalerii dywizyjnej do rejonu Łyse.

Odcinek „Ostrołęka” – odcinka bronił 42 pułk piechoty, wzmocniony batalionem ON „Ostrołęka”, szwadronem 5 puł oraz jednym dywizjonem 18 pal. Zadaniem była obrona przepraw na Narwi w rejonie Wojciechowice – Kamionka. Osłonę na kierunku Ostrołęka – Myszyniec miał zapewnić oddział wydzielony w składzie dwóch kompanii piechoty ON, kompanii straży granicznej oraz szwadronu 5 puł z baterią 14 dak.

Podlaska BK – 32 dywizjonem pancernym pozostawała od 27 sierpnia w rejonie Stawisk w gotowości do osłony Łomży z kierunku Kolno – Szczuczyn oraz do wykonywania działań rozpoznawczych na kierunku Szczuczyn – Biała Piska. Po wykonaniu tych zadań brygada miała przejść do odwodu w rejon Czerwonego Boru.

33 Dywizja Piechoty – bez 135 pp, stanowiąc odwód SGO „Narew”, ześrodkowana na zachód od Ostrołęki z zadaniem wsparcia obrony na kierunku Ostrołęka, Łomża i Nowogród.

Lotnictwo SGO „Narew” – rozmieszczone na lotniskach polowych. W Rynku stacjonowała 51 eskadra rozpoznawcza, w Bieli 151 eskadra myśliwska, w folwarku Wierzbowo 13 eskadra lotnictwa towarzyszącego. Drugi pluton 13 eskadry został oddany do dyspozycji dowódcy Suwalskiej BK i stacjonował w folwarku Dobra Wielka. Dowódca lotnictwa Grupy ppłk pil. Stanisław Nazarkiewicz i jego sztab stacjonował w Łomży, a pododdziały zaopatrzenia lotniczego w rejonie Małkini i Ostrowi Mazowieckiej.

## Działania SGO „Narew” we wrześniu 1939

### Walki SGO „Narew” na głównej pozycji obronnej

#### Walki na lewym skrzydle grupy
W pasie obrony SGO do pierwszych potyczek z niemieckimi patrolami doszło około 5.00. Na lewym skrzydle Grupy, na kierunku Myszyniec – Ostrołęka, Niemcy przeprowadzili silne natarcie, wykonane siłami 1 Brygady Kawalerii. Bezpośrednie zagrożenie zachodniego skrzydła kompanii ON „Myszyniec” spowodowało wycofanie się w panice całej obsady obrony Myszyńca. Nieudolnie przeprowadzony kontratak kompanii ON „Kadzidło” nie dał rezultatu i Myszyniec opanowany został przez Niemców. Około 16.00 interweniował na tym odcinku dowódca SGO. Dowódca 42 pp wzmocnił obronę na tym kierunku swoim III/42 pp. Skierowany został tam też szwadron 5 puł. W nocy 7/42 pp przeprowadziła rozpoznanie Myszyńca. Nie stwierdzono w miejscowości Niemców. Powracająca z rozpoznania kompania wpadła w zasadzkę w rejonie Kadzidła i poniosła dotkliwe straty. Myszyniec nadal nie był kontrolowany przez pododdziały polskie.
W tej sytuacji gen. Młot-Fijałkowski nakazał dowódcy 18 DP skierować w nocy z 2 na 3 września odwodowy 71 pp z zadaniem rozpoznania walką nieprzyjaciela w rej. Kadzidło. Dopiero przed południem 3 września pułk osiągnął nakazany rejon. Zarządzono wypad nocny 1/71 pp celem opanowania Myszyńca. Do transportu żołnierzy planowano wykorzystać kolejkę wąskotorową. Opóźnienia spowodowały, że kompania atakowała Myszyniec w dzień. Niemcy, wykorzystując samochody pancerne 1 p kaw. odparli atak zadając kompanii około 50% straty. Kompania wycofała się w kierunku Nowogrodu. 3 września Niemcy okopali się naprzeciw III/42 pp i walka w tym rejonie zamieniła się w szereg lokalnych akcji.
Wkrótce potem 71 pp skierowany został do lasu w pobliżu wsi Durlasy i rozpoczął przygotowania do odwrotu za Narew. Odwrót zaczął się 4 września około 21.00. Wycofany został też III/42 pp. Po wycofaniu wszystkich oddziałów z prawego brzegu Narwi wieczorem 6 września wysadzono mosty w Ostrołęce. Dowódca SGO „Narew” zdecydował przesunąć odwodową 33 DP na lewe skrzydło. Dywizja 5 września osiągnęła rejon lasów między Różanem a Ostrołęką. Pozostawała tam do 6 września z zadaniem ewentualnej obrony odcinka pomiędzy 18 DP a 41 DP lub wykonania kontruderzenia na korzyść jednej z dywizji.

#### Walki na północnym odcinku obrony
1 września w rejonie Suwałk i Augustowa Niemcy prowadzili tylko działania lotnicze. Zbombardowano stację kolejową i koszary w Suwałkach oraz dworzec kolejowy w Augustowie. Bateria przeciwlotnicza Suwalskiej BK zestrzeliła kilka nieprzyjacielskich samolotów. 3 pp KOP dopiero 1 września przystąpił do obsadzania stanowisk luzując 1 puł. Jednym batalionem obsadził przesmyki międzyjeziorne w okolicach Augustowa, drugim zajął stanowiska nad Kanałem Augustowskim, trzeci, ześrodkowany w rejonie na północ od Kolnicy, stanowił odwód.
W dniach 1 i 2 września 41 pp ze składu 29 DP przekazał swoje pozycje Suwalskiej BK i transportami kolejowymi odjechał z Suwałk do rejonu ześrodkowania Armii „Prusy”.
Tymczasem Suwalska BK prowadziła rozpoznanie w polskim pasie przygranicznym. W nocy z 1 na 2 września szwadron kawalerii wykonał nocny wypad na placówkę „Grenzschutzu” w rejonie Przerośli. Rankiem 2 września Niemcy przeprowadzili uderzenie na kierunku Bakałarzewo i wyparli załogę placówki Straży Granicznej z Lipówki. Natarcie przeprowadzone pod wieczór przez 3/3 pszw doprowadziło do odzyskania Bakałarzewa. Na innych odcinkach toczyły się również lokalne walki. Brygady kawalerii przygotowywały się do prowadzenia wypadów w rejon Prus Wschodnich. 3 września gen. Młot-Fijałkowski otrzymał zezwolenie Naczelnego Dowództwa na użycie Podlaskiej BK do wypadu na Prusy Wschodnie. Podlaska BK (bez trzech szwadronów liniowych i szwadronu pionierów) w nocy z 3 na 4 września osiągnęła podstawę wyjściową do wypadu w rejonie Milewo – Glinki i o świcie wyruszyła w kierunku na Białą. Po przekroczeniu granicy napotkano opór piechoty niemieckiej wspieranej ogniem 100 mm haubic. Około 2 km od granicy kolumny zostały zatrzymane silnym ogniem broni maszynowej. Około 13.00 do akcji wszedł odwodowy 10 puł z zadaniem opanowania Kowalewa. Natarcie brygady nie osiągnęło do wieczora nakazanych celów, a gen. Ludwik Kmicic-Skrzyński po uzyskaniu zgody dowódcy SGO „Narew” rozkazał pododdziałom oderwać się od nieprzyjaciela i wrócić do Polski
3 września dowódca SGO „Narew” wystąpił z propozycją użycia do wypadu w głąb Prus Wschodnich również Suwalskiej BK, lecz Naczelne Dowództwo nie wyraziło na to zgody.

#### Walki na odcinku różańskim
Od rana 5 września trwały zacięte walki na przyczółku pod Różanem. Około 21.00 otrzymano radiodepeszę z Naczelnego Dowództwa z której wynikało, że odcinek Różan został podporządkowany SGO „Narew”. Radiodepesza zawierała też rozkaz natychmiastowego skierowania 33 DP i Podlaskiej BK do lasów na północ od Wyszkowa do dyspozycji dowódcy Armii „Modlin”, oraz Suwalskiej BK do odwodu w rejonie Łomży. Radiodepesza ta była skrótem rozkazu operacyjnego z 18.15, który nigdy do sztabu SGO nie doszedł.
W sztabie Grupy sądzono, że cała 41 DP przechodzi pod rozkazy SGO „Narew”. W rzeczywistości Naczelne Dowództwo podporządkowywało 41 DP i 33 DP Armii „Modlin”. Wysłany do 41 DP oficer łącznikowy przywiózł informacje, że pod rozkazy SGO przechodzi 115 pp bez batalionu, który walczył na przyczółku różańskim. Jednocześnie dowódca SGO prosił o pozostawienie 33 DP w składzie SGO, gdyż inaczej nie będzie mógł utrzymać linii Narwi. Około 18.30 marszałek Śmigły w rozmowie telefonicznej z dowódcą SGO podporządkował 41 DP gen. Młot-Fijałkowskiemu z zadaniem utrzymania linii Narwi. 33 DP miała być przesunięta na południe. Zła ocena sytuacji, brak łączności i zmienne decyzje spowodowały, że wojska otrzymywały niespójne decyzje. Wypracowywane decyzje były zazwyczaj spóźnione.
Położenie na odcinku 41 DP po południu 6 września było krytyczne. Piechota 114 pp wycofała się w nieładzie na wschód. Próba odrzucenia Niemców za Narew zaimprowizowanym uderzeniem 114 pp, bez wsparcia artylerii, około 22.00 załamała się w ogniu artylerii niemieckiej. Około godz. 23.00 płk Raganowicz wydał rozkaz do ogólnego odwrotu znad Narwi. Próby zatrzymania dywizji wycofującej się na południe spełzły na niczym.
Naczelny Wódz zażądał utrzymania Narwi na odcinku różańskim „za wszelką cenę”. 41 DP wspólnie z 33 DP miała wyprowadzić kontruderzenie „nawet nocnym natarciem na bagnety”. Gen. Młot-Fijałkowski, zdając sobie sprawę z tragicznego położenia, powziął decyzję natychmiastowego wprowadzenia dywizji do nocnej walki z Niemcami, aby przywrócić pierwotne położenie nad Narwią. Tak drastyczna zmiana decyzji dla maszerujących w nocy dywizji mogła zakończyć się tylko klęską. 33 DP w ciemności zmieniła kierunek marszu ze wschodniego na południowy. Wojska i tabory pomieszały się ze sobą. Kolumny marszowe rozciągnęły się na dużej przestrzeni. Los 33 DP został przesądzony przed wprowadzeniem jej do walki.
Wiadomość o rozbiciu 41 i 33 DP przywiózł do sztabu ppłk Szylling. Gen. Młot-Fijałkowski powiedział: „zacznie świtać, pojadę osobiście na poszukiwanie obu dywizji”.
Około 7.00 gen. Młot-Fijałkowski z kpt. dypl. Hermanem wyjechali aby nawiązać osobistą łączność z 33 i 41 DP, a obecny na stanowisku dowodzenia gen. Kmicic-Skrzyński objął dowództwo zaimprowizowanej „podgrupy” w składzie 18 DP, 3 psk i Podlaska BK. Etatowy dowódca wrócił na SD dopiero około 18.00.
Po rozbiciu obu dywizji polskich, Niemcy cofnęli się do lasu Różańskiego i dopiero w nocy z 7 na 8 września część 12 Dywizji Piechoty została skierowana na Ostrów Mazowiecką. Gen. Młot- Fijałkowski postanowił jak najdłużej wytrwać w obronie. Wojska SGO pozostały nad Narwią na północnym odcinku aż do wieczora 8 września, mimo że powstała niebezpieczna luka w rejonie Różana, i położenie oddziałów SGO „Narew” stało się wręcz krytyczne. Taka decyzja była pokłosiem faktu, że rozkaz upoważniający do odwrotu w kierunku południowo-wschodnim nie dotarł do sztabu SGO.

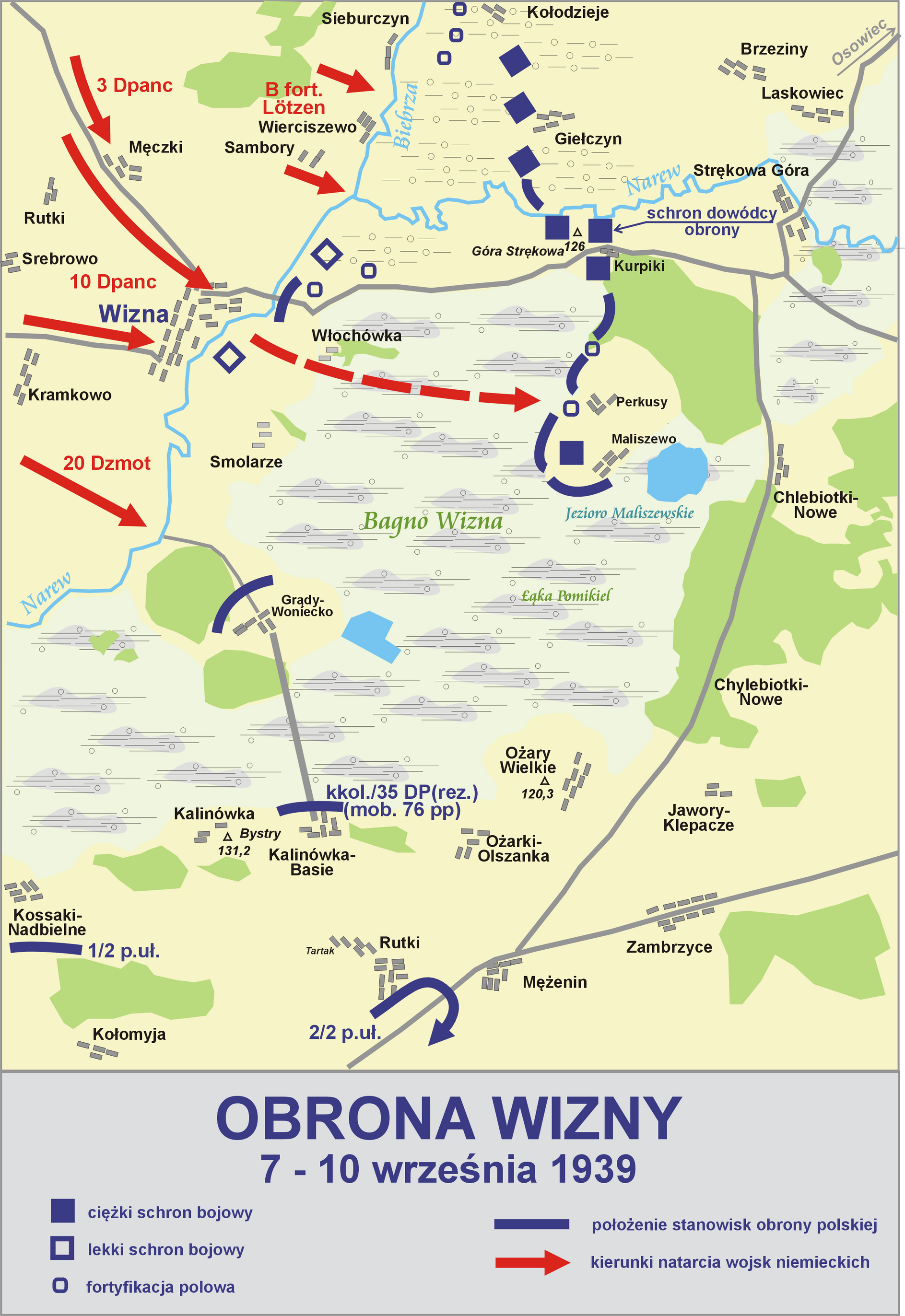

#### Obrona odcinka „Wizna”
9 września około 10.00 Niemcy rozpoczęli całodniowy ostrzał artyleryjski i bombardowanie z powietrza pozycji polskich. Zniszczono most pod Strękową Górą. Po ogniowym przygotowaniu natarcie zapoczątkowała Brygada Forteczna „Lötzen”, uderzając na Giełczyn. Mimo wzmocnienia tego kierunku kompanią saperów, w godzinach popołudniowych pozycja pod Giełczynem została przez nieprzyjaciela zdobyta. Resztki obrońców wycofały się. W tym samym czasie oddziały niemieckie rozpoczęły natarcie na odcinek Strękowa Góra – Kurpiki. Dowodzący na tym odcinku kpt. Raginis około godz. 16.00 meldował przez radio, że w wyniku druzgocącej przewagi wroga obrona poniosła bardzo duże straty, położenie jest beznadziejne, ale walka będzie kontynuowana. Około 18.00 w wyniku huraganowego ognia artylerii, nalotów lotnictwa oraz ataków piechoty i czołgów polska pozycja obronna została przełamana. Części oddziałów udało się wycofać do Białegostoku, pozostali na miejscu żołnierze zeszli do schronów bojowych. Wieczorem 9 września obrona poszczególnych schronów trwała nadal.
Późnym wieczorem Niemcy zdobyli schrony pod Perkusami i Maliszewem. W ciągu nocy atakowane były schrony w rejonie Strękowej Góry. Najdłużej, bo do 11.00 10 września, bronił się schron dowódcy odcinka „Wizna”. Po zużyciu amunicji kpt. Raginis nakazał opuścić schron pozostałym przy życiu żołnierzom, a sam odebrał sobie życie.
Obrona odcinka „Wizna” opóźniła o dwa dni zamknięcie oskrzydlenia głównych sił polskich znajdujących się na wschód od Wisły.

### Walki odwrotowe SGO „Narew”
W godzinach rannych 9 września Naczelny Wódz nakazał wycofanie wojsk z linii Narwi i Bugu. SGO „Narew” miała marszami nocnymi przejść do rejonu Biała Podlaska – Brześć w 2 zgrupowaniach w ogólnym kierunku na Ciechanowiec – Siemiatycze – Brześć. Nastąpiły też zmiany organizacyjne. Ze składu SGO „Narew” wyszło zgrupowanie „Osowiec”, zgrupowanie KOP „Augustów” i 35 DP. Nową SGO „Narew” stanowić miały: 18 DP, Podlaska BK, Suwalska BK, 1 DP, 41 DP, 33 DP (bez pułku i dyonu, wchodzących w skład zgrupowania „Osowiec”) i Mazowiecka BK. Pierwsze zgrupowanie to: 18 DP, Suwalska BK i Podlaska BK. W skład drugiego zgrupowania (gen. Kowalskiego) weszły: 1 DP, 33 DP, 41 DP i Mazowiecka BK.
Dowództwo nad pierwszym zgrupowaniem objął gen. Podhorski.
Odwrót miała rozpocząć o zmroku 9 września 18 DP, a następnie obie brygady kawalerii. Przygotowany został też rozkaz dla grupy gen. Kowalskiego nakazujący wycofanie się do rejonu Białej Podlaskiej. Rozkazy na marsz zostały wydane poszczególnym oddziałom.
Już po podjęciu w sztabie SGO „Narew” decyzji o odwrocie, około 11.00 gen. Młot-Fijałkowski zwołał odprawę oficerów sztabu. Na odprawie zmieniono podjętą wcześniej decyzję. Uznano, że Grupa nie może wycofać się bez walki. Uderzenie na wyprzedzające Grupę oddziały niemieckie miało przynieść SGO „Narew” sukces, który odbije się szerokim echem na całym froncie i wpłynie pozytywnie na morale wojsk. Zredagowano nowe rozkazy wykonawcze, a Naczelny Wódz nową decyzję gen. Młot-Fijałkowskiego zatwierdził. Zgodnie z decyzją Suwalska i Podlaska BK miały wykonać uderzenie na nieprzyjaciela, znajdującego się w rejonie Ostrów Mazowiecka – Różan, natomiast 18 DP miała nacierać w kierunku na Ostrołękę. Nie wiedziano jeszcze, że w tym samym czasie Podlaska BK rozpoczęła lokalne przeciwdziałanie na Niemców w rejonie Brok.
0 świcie 10 września oddziały SGO „Narew” przystąpiły do realizacji zwrotu zaczepnego. Oddział wydzielony 18 DP wykonał z powodzeniem uderzenie na kolumny niemieckiej DPanc „Kempf” w rejonie Jakaci. W tym rejonie uderzała też Suwalska BK. Pułki ułanów zaatakowały pozycje artylerii DPanc „Kempf”, zdobywając kilka dział i samochodów pancernych. Mimo braku współdziałania pomiędzy piechotą a kawalerią, akcje zaczepne polskich oddziałów przyniosły dość znaczny sukces taktyczny. Przeciwnik wycofał się w nieładzie, tracąc dużo uzbrojenia, ludzi i sprzętu. Lokalny sukces nie mógł już jednak zmienić tragicznego położenia oddziałów SGO „Narew” na poziomie operacyjnym.
W tym czasie w rejonie Wizny znaczne siły nieprzyjaciela przekroczyły Narew. Jednostki pancerne zagrażały już sztabowi SGO i jej tyłom.
Przebywając w sztabie 18 DP gen. Młot-Fijałkowski podjął w godzinach popołudniowych 10 września spóźnioną decyzję wykonania odwrotu. Przełamanie przez XIX Korpus Pancerny obrony odcinka „Wizna”, natarcie 10 DPanc i 20 DZmot na Zambrów i Wysokie Mazowieckie oraz 3 DPanc na Brańsk, przy równoczesnym działaniu Korpusu „Wodrig” od zachodu, doprowadziło do sytuacji, w której okrążenia oddziałów SGO „Narew” nie można było już uniknąć.
W związku z tym dowódca SGO „Narew” rozkazał 18 DP w nocy z 10 na 11 września zejść z pozycji obronnych i przejść do lasów Czerwonego Boru skąd atakować na Zambrów, Suwalskiej BK – być w gotowości do wsparcia 18 DP, a Podlaskiej BK – osłonić działania na kierunku Zambrowa od południa.

#### Walki o Zambrów
Celem zamknięcia wojskom SGO dróg odwrotowych na wschód, niemiecka 20 Dywizja Zmotoryzowana zorganizowała obronę w rejonie Zambrowa. W rezultacie wydanych przez dowódcę SGO rozkazów, powstały dwa rejony walk: jeden pod Zambrowem, a drugi na szosie z Zambrowa do Czyżewa.
Dowódca 18 DP płk dypl. Kossecki, nie czekając na podejście reszty dywizji, zdecydował 71 pp uderzyć na Zambrów. Pułk zajął podstawy wyjściowe na linii lasu na wschód od Krajewa i o 9.00 przeszedł do ataku. Bataliony natrafiły na zorganizowany, silny ogień, i zaległy. Dopiero przesunięcie do przodu baterii haubic umożliwiło rozwinięcie natarcia. Do południa zdołano opanować Pruszki, Jabłoń, Sędziwuje. Na tej pozycji 71 pp przeszedł do obrony, odpierając niemieckie kontrataki. Około 14.00 gen. Młot-Fijałkowski powziął decyzję by przerwać walkę 71 pp i wycofać pododdziały przez Czyżewo za Bug. Bataliony 71 pp nie otrzymały na czas rozkazu i przy bardzo dużych stratach wciąż atakowały opanowując część miasta. O zmroku pułk oderwał się od nieprzyjaciela i wycofał się na pierwotną pozycję wyjściową.
W czasie gdy 71 pp nacierał z zachodu na Zambrów, 33 pp wyruszył po południu z rejonu Bacze Mokre w kierunku na Zambrów. Dopiero około 17.00 wszedł do walki od strony północnej. Jego natarcie załamało się w ogniu niemieckiej artylerii. 42 pp, wycofując się znad Narwi, osiągnął północno-zachodnią część Czerwonego Boru i nie wziął udziału w natarciu na Zambrów. Przed wieczorem jego pododdziały walczyły z czołowymi elementami niemieckiej 21 Dywizji Piechoty w rejonie Sierzput. Po krótkiej walce Niemcy wycofali się na zachód.
Toczące się walki na południe od Zambrowa miały początkowo charakter niewielkich potyczek. W czasie gdy 18 DP krwawiła w boju o Zambrów, pułki Suwalskiej BK zajęły pozycje do uderzenia na Zambrów: 1 puł na północ od Długoborza, na wschód od niego 3 pszw, a 3 psk ześrodkował się jako odwód.
W mglisty poranek, około 7.00 – 8.00, w rej. Długoborza doszło do bratobójczej walki. II/71 rozwinął się w tyralierę i w głębokim przekonaniu, że ma przed sobą Niemców, przeszedł do natarcia. Straty po obu stronach były bardzo duże. Poległ dowódca 1 puł ppłk Jan Litewski. Późniejsze próby zajęcia przez brygadę lasu koło Długoborza nie dały wyniku. Nie udało się również nawiązać łączności z 18 DP.
W tym czasie Podlaska BK prowadziła działania osłonowe na drodze z Ostrowi Mazowieckiej na Zambrów w rejonie Ostrożne.
Późnym popołudniem na stanowisko dowodzenia gen. Podhorskiego rozmieszczone w lesie pod Osowcem, przybył gen. Młot-Fijałkowski. Po przeprowadzonej ocenie sytuacji uznał, że istnieje możliwość wycofania wojsk na odcinku między Osowcem a Ciemnem i jednostki SGO powinny jak najszybciej przejść do rejonu Dąbrowa Wielka. Brygady kawalerii miały natychmiast rozpocząć marsz ubezpieczając się od zachodu jednym pułkiem. Za kawalerią miała maszerować 18 DP. Suwalska BK pozostawiła pod Osowcem 3psk i nocnym marszem osiągnęła Dąbrowę Wielką. Za Suwalską BK maszerowała Podlaska BK. 3 psk w nocy walczył z bronią pancerną, jednak udało mu się oderwać od nieprzyjaciela i dołączyć do macierzystej Brygady.

#### Boje pod Łętownicą
Rano do Łętownicy przybył ze swoim sztabem dowódca 18 DP. Dysponował on tylko częścią oddziałów dywizji. Z pozostałymi nie było łączności. Około 9.00 kolumna pod dowództwem dowódcy 18 DP ruszyła na Andrzejewo. W kolumnie znajdowało się około 5000 rannych żołnierzy transportowanych na wozach konnych. Andrzejewo było bronione przez Niemców. Dowódca dywizji postanowił uderzyć na miejscowość. Prowadząc do walki żołnierzy, w godzinach przedpołudniowych został ciężko ranny. Dowodzenie przejął płk Hertel. Walki trwały do 22.00. Oddziały polskie zostały zepchnięte do Łętownicy. W oddziałach 18 DP brakło już zupełnie amunicji. Płk Hertel poległ. Około 5.00 dowódca 18 pal, ppłk Stark, jako najstarszy stopniem wśród oficerów pozostałych w Łętownicy, wobec zupełnie beznadziejnej sytuacji, wysłał parlamentariuszy.
O godz. 7.00 walkę przerwano i w rejonie Łętownicy nastąpiła kapitulacja resztek 18 DP. Pod Andrzejewem Niemcy zdobyli kolumny taborowe z kilkoma tysiącami rannych. Do niewoli wzięli tylko niewielką ilość zdrowych jeńców i około tysiąca cywilnych woźniców.

#### Rozwiązanie Samodzielnej Grupy Operacyjnej „Narew”
Rano 12 września obie brygady kawalerii znajdowały się w rejonie Dąbrowy Wielkiej.
W godzinach popołudniowych dołączył do Podlaskiej BK oddział piechoty mjr. Zygmunta Strubla (mjr. Święcickiego). Dowództwo grupy kawalerii i SGO „Narew” rozmieściło się w Gogolach. W godzinach popołudniowych gen. Młot-Fijałkowski otrzymał wiadomość o rozbiciu 18 DP. W tej sytuacji wieczorem wydał swój ostatni rozkaz, w którym nakazywał obu brygadom kawalerii przejście do rejonu Hodyszewo, a następnie do lasów Rudka. W Dąbrowie Wielkiej miał czasowo pozostać batalion piechoty mjr. Święcickiego. Następnie gen. Młot-Fijałkowski przekazał dowodzenie gen. Podhorskiemu, uznawszy swą rolę jako dowódcy SGO „Narew” za zakończoną. Swoją decyzję gen. Młot-Fijałkowski tak komentował:

(...) udaje mi się połączyć obie brygady, nad którymi oddaję dowództwo gen. Podhorskiemu, gdyż moja rola skończyła się jako dowódcy samodzielnej grupy operacyjnej, a nie chciałem, aby było 6 kucharzy.

Szef sztabu SGO „Narew”, ppłk dypl. Podkowiński tak wspomina tamte wydarzenia:

Dowódca SGO „Narew” załamany nerwowo po utracie 18 DP, dywizji, którą przez długie lata dowodził, rezygnuje z dowództwa oddając je w ręce gen. Podhorskiego (...). Kilku oficerów sztabu, wraz ze mną, oddajemy się do dyspozycji gen. Podhorskiego.

W ten sposób Samodzielna Grupa Operacyjna „Narew” przestała praktycznie istnieć.
Przed wieczorem gen. Podhorski, wykonując ostatni rozkaz dowódcy SGO „Narew”, nakazał obu brygadom kawalerii maszerować do rejonu Domanowo – Hodyszewo. Kilka dni później gen Podhorski zreorganizował podległe sobie pododdziały tworząc Dywizję Kawalerii „Zaza”.

## Działania lotnictwa SGO „Narew”

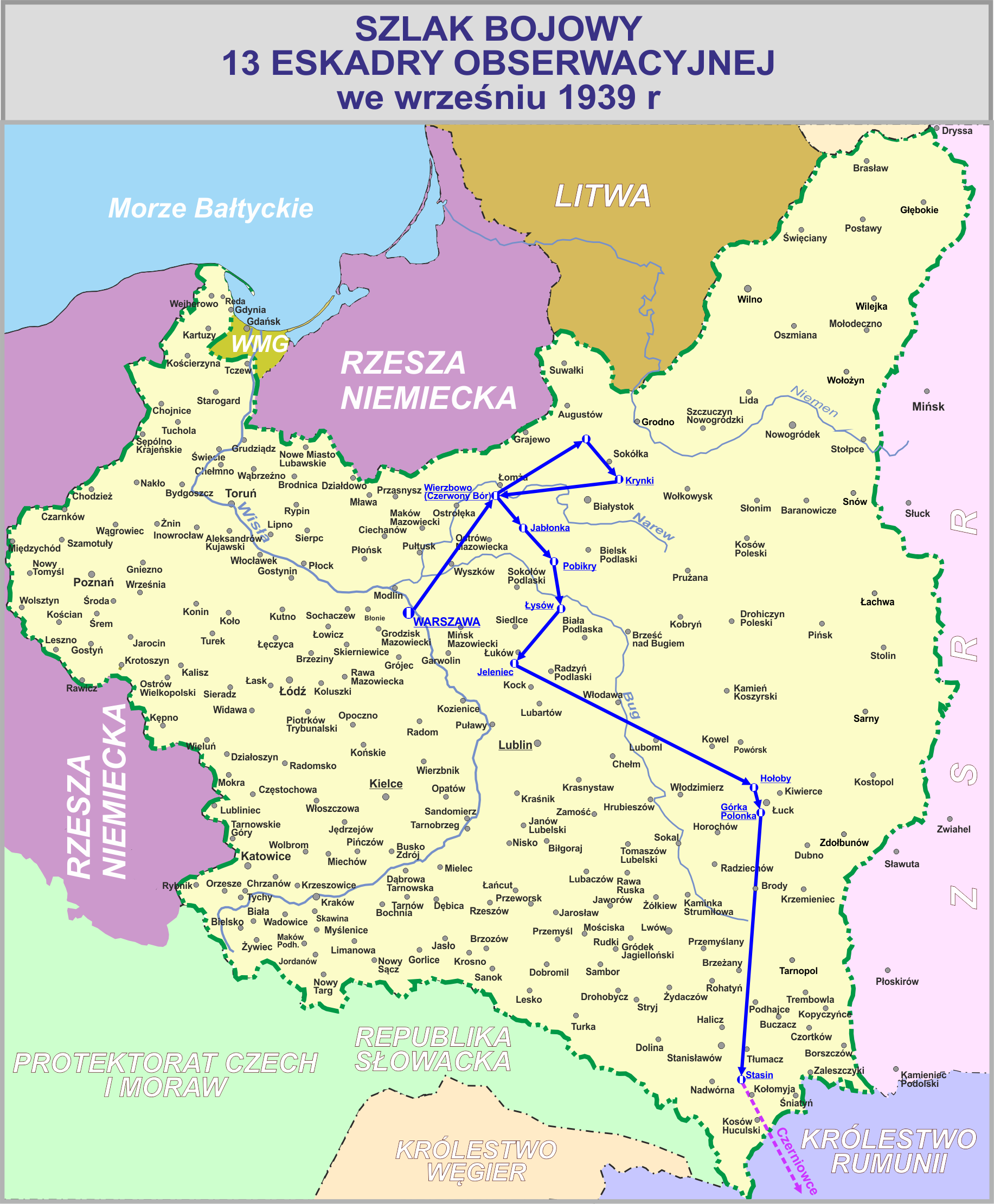

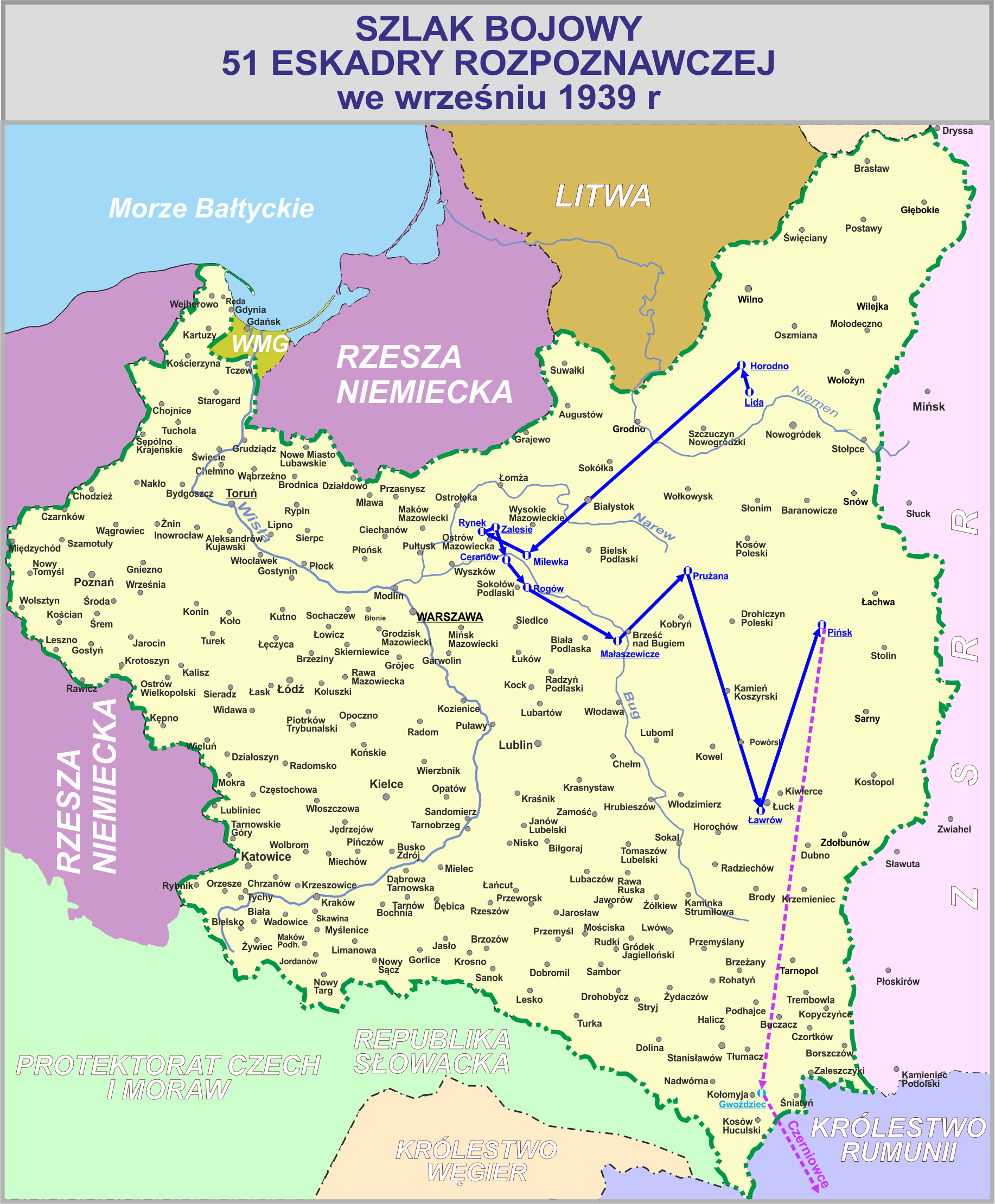

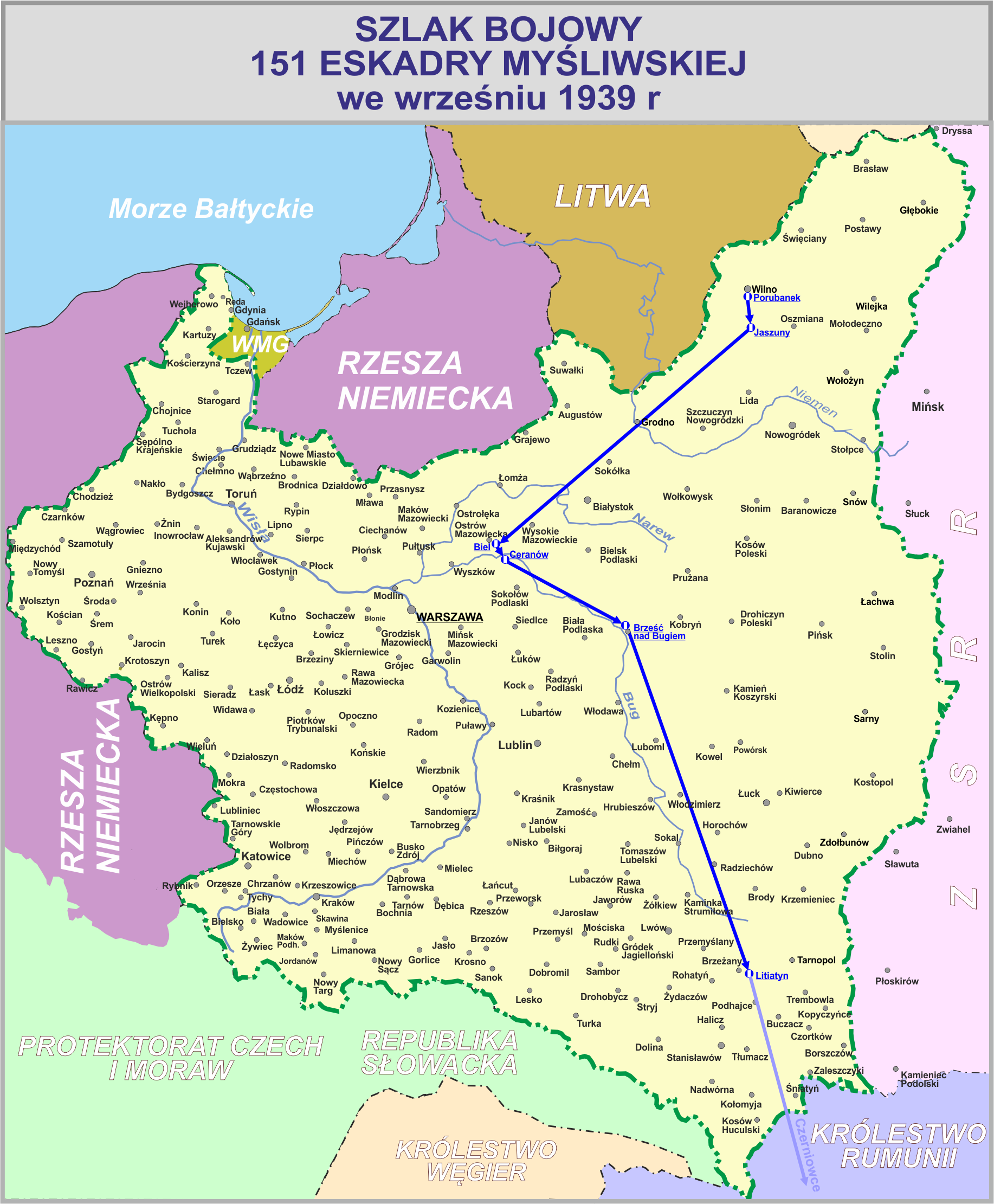

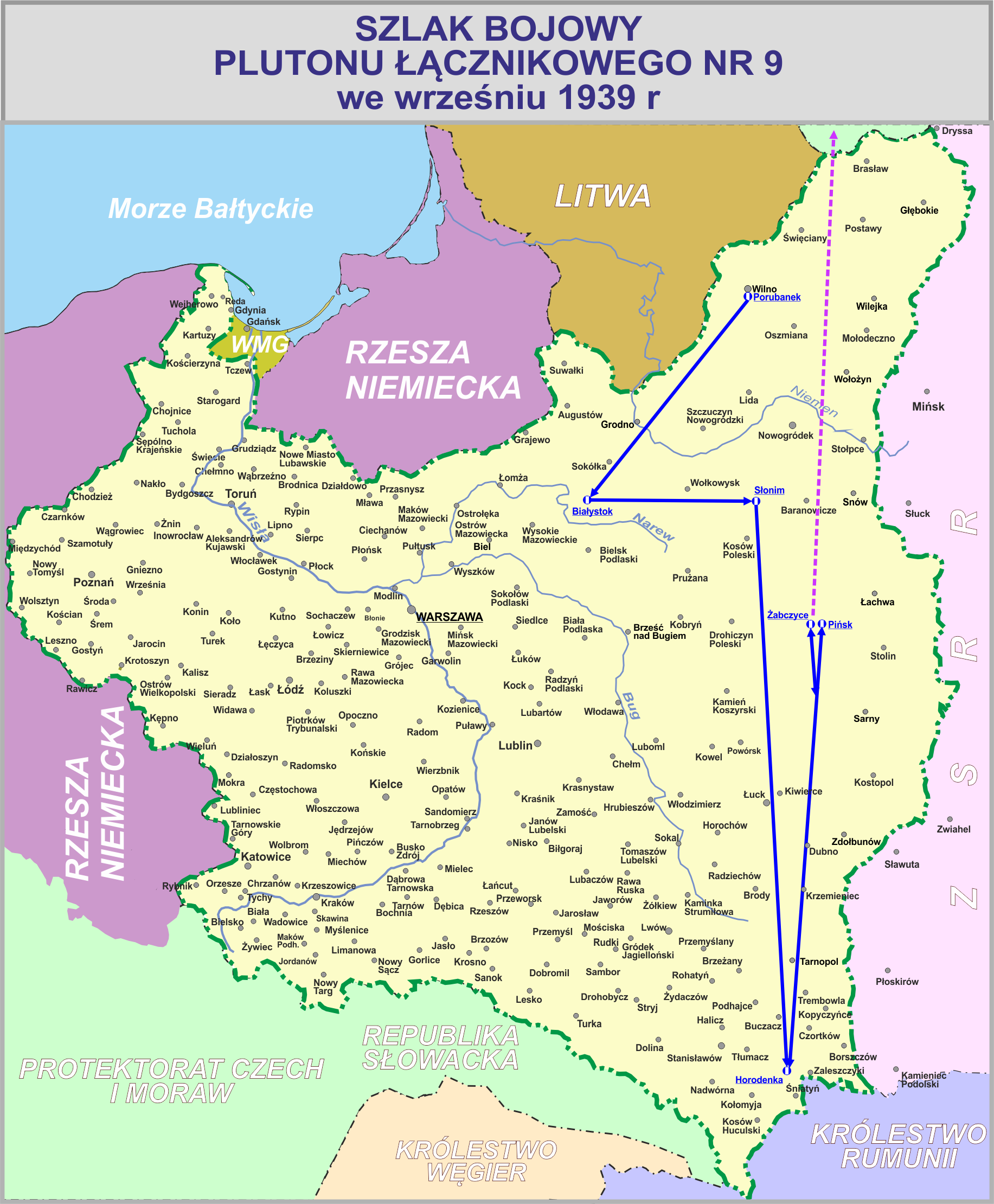

Przydzielone do SGO „Narew” jednostki lotnicze rozpoczęły działania bojowe w godzinach rannych 1 września. Dowódca 51 eskadry rozpoznawczej kpt. pil. Leopold Hrabkiewicz zarządził wykonanie dwóch lotów rozpoznawczych. O 7.30 z lotniska Rynek wystartowała załoga por. obs. Jarkowskiego i wykryła maszerującą kolumnę czołgów na kierunku Chorzele – Przasnysz. Załoga zrzuciła 4 bomby na tabory koło Olsztyna, po czym powróciła na swoje lotnisko. Samoloty rozpoznawcze ubezpieczane były przez 151 eskadrę myśliwską startującą z lotniska Biel. Około południa kpt. pil. Hrabkiewicz, bez porozumienia z dowódca lotnictwa SGO, przesunął 51 eskadrę na lotnisko Zalesie. Również w godzinach porannych dwie załogi 13 eskadry obserwacyjnej poleciały z lądowiska koło folwarku Wierzbowo na rozpoznanie rejonów Myszyniec – Szczuczyn – Grajewo – Chorzele. Obie załogi powróciły z meldunkami o ruchach niewielkich oddziałów nieprzyjaciela. Lądowisko 2 plutonu rozmieszczone obok folwarku Dobra Wielka zostało zbombardowane przez samoloty nieprzyjaciela. Pluton strat nie poniósł, ale przesunął samoloty na lądowisko Krynki.
2 września 51 eskadra rozpoznawcza prowadziła rozpoznanie obszaru Łomża – Biała Piska – Giżycko oraz rejonu Myszyńca. 1 pluton 13 eskadry rozpoznawał rejon Chorzele – Różan i wykrył dużą kolumnę pancerno-motorową na szosie do Różana. 2 pluton 13 eskadry rozpoznawał w rejonie na północny zachód od Suwałk. Większych sił przeciwnika nie wykrył.

3 września pchor. Stanisław Andrzejewski z 151 eskadry ostrzelał kolumnę samochodów nieprzyjaciela, a samoloty 51 eskadry zbombardowały niemiecką kolumnę pancerną wychodzącą z Baranowa. W tym samym czasie 13 eskadra przegrupowywała się na lądowisko koło folwarku Wierzbowo. W trakcie przelotu zestrzelony został samolot dowódcy plutonu, kpt. obs. Seweryna Łaźniewskiego, który wraz z por. pil. Eugeniuszem Chojnackim zginął na miejscu.

4 września 151 eskadra prowadziła loty bojowe z zadaniem przechwytywania niemieckich samolotów bombardujących polskie pozycje obronne, załoga por. obs. Zbuckiego z 51 eskadry przeprowadziła rozpoznanie po osi Łomża – Nowogród – Myszyniec – Rozłogi – Pisz – Biała Piska – Szczuczyn – Łomża, a załoga por. obs. Jarkowskiego wykonała rozpoznanie fotograficzne, wykrywając duży ruch kolumn nieprzyjaciela w rejonie Chorzele – Szczytno – Giżycko – Orzysz. Wykonanych zdjęć i meldunków sztab SGO „Narew” nie przeanalizował dokładnie i przeoczył przegrupowanie oddziałów XIX Korpusu Pancernego gen. Guderiana.

5 września 151 eskadra odnotowała pierwsze zwycięstwo powietrzne. Podchorąży Marian Łukaszewicz trafił „Dorniera”. W godzinach przedpołudniowych samoloty 51 eskadry rozpoznawały i bombardowały niemieckie kolumny zmotoryzowane na szosie Chorzele – Przasnysz oraz pociąg pancerny w rejonie Białej Piskiej. Po południu eskadra przeszła na lotnisko w Ceranowie. 13 eskadra wykryła oddziały pancerne w rejonach Ostrowi Mazowieckiej, Wyszkowa i Węgrowa.

6 września zbombardowane zostało lotnisko 151 eskadry myśliwskiej. W tym dniu 51 eskadra bombardowała kolumny pancerne w rejonie Różana, a załogi 13 eskadry nadal rozpoznawały i ustalały kierunki marszu niemieckiej broni pancernej. Wieczorem nastąpiło przesunięcie 13 eskadry na lotnisko Pobikry.

7 września 151 eskadra przegrupowywała się na lotnisko Ceranów, 13 eskadra rozpoznawała rejon Ostrołęka – Różan – Nowogród – Łomża, a załoga por. obs. Taraszewskiego poleciała do Warszawy z zadaniem przekazania Naczelnemu Dowództwu meldunków dowódcy SGO „Narew”. Po zmianie lotnisk odczuwano braki w zaopatrzeniu, szczególnie w benzynę.

W południe 8 września 151 eskadra myśliwska przeszła do dyspozycji Naczelnego Dowództwa i odleciała do Adamkowa koło Brześcia, 51 eskadra rozpoznawcza wykonywała loty rozpoznawcze w rejony Siemiatycz, Nura i Siedlec, a 13 eskadra ubezpieczała miejsce postoju dowództwa Grupy.

9 września 51 eskadra odleciała na lotnisko Małaszewicze z międzylądowaniem w Rogowie, kończąc w ten sposób działania na rzecz SGO „Narew”.

10 września załogi 13 eskadry obserwacyjnej wykryły niemieckie kolumny pancerne w Węgrowie oraz Sokołowie Podlaskim. Eskadra przegrupowała się na lądowisko Łysów, a następnego dnia, z powodu braku łączności z dowódcą lotnictwa SGO „Narew”, eskadra odleciała do dyspozycji dowódcy tworzonego Frontu Północnego gen. Dęba-Biemackiego. W ten sposób zakończyła się działalność lotnictwa na rzecz w zasadzie nieistniejącej już Samodzielnej Grupy Operacyjnej „Narew”.
Lotnictwo przydzielone do SGO „Narew”, liczące zaledwie 24 samoloty, mogło tylko częściowo zrealizować swoje zadania rozpoznawcze i osłonowe. Mimo swojej słabości, bombardowało siły niemieckie oraz prowadziło dość aktywne rozpoznanie. Wyniki tego rozpoznania nie zostały właściwie wykorzystane przez dowództwo SGO „Narew”, które przeoczyło przegrupowanie i koncentrację XIX Korpusu Pancernego oraz zbagatelizowało ruchy znacznych sił niemieckich na kierunku Różana.

## Ordre de Bataille SGO „Narew”
- Kwatera główna
- 18 Dywizja Piechoty
  - 2 batalion karabinów maszynowych i broni towarzyszącej
  - Kurpiowski batalion ON
  - kompania forteczna „Nowogród”
- 33 Dywizja Piechoty
- Podlaska Brygada Kawalerii
- Suwalska Brygada Kawalerii
- 3 pułk piechoty KOP[a]
- batalion KOP „Sejny”
- bateria artylerii KOP „Kleck”
- 41 pułk piechoty[b]
- I dywizjon 29 pułku artylerii lekkiej[b]
- Garnizon Osowiec
  - 135 pułk piechoty
  - II dywizjon 32 pułku artylerii lekkiej
  - batalion KOP „Osowiec”
  - pluton artylerii pozycyjnej nr 36
  - pluton artylerii pozycyjnej nr 37
  - pluton artylerii pozycyjnej nr 38
  - Kierownictwo Fortyfikacji Twierdzy Osowiec
  - grupa fortyfikacyjna Nr 35
  - rezerwowa kompania saperów nr 135
  - rezerwowa kompania saperów nr 137
- Załoga „Wizna”[c]
  - III batalion 71 pułku piechoty
  - 3 kompania batalionu KOP „Osowiec”
  - pluton artylerii pozycyjnej nr 15
  - pluton artylerii pozycyjnej nr 16
  - pluton artylerii piechoty 71 pułku piechoty
  - rezerwowa kompania saperów nr 136
- baon saperów typ II b nr 53
- 81 dywizjon artylerii lekkiej

Lotnictwo i OPL SGO „Narew”
- Dowództwo Lotnictwa i OPL SGO „Narew” mp. Łomża
- pluton łącznikowy nr 9[d]
- 51 eskadra rozpoznawcza
- 151 eskadra myśliwska
- 13 eskadra obserwacyjna
- pododdział parku nr 2 bazy lotniczej nr 1
- kompania lotniskowa nr 6 (5 plot)
  - pluton wartowniczy lotniskowy nr 31, 32 i 33
  - pluton lotniskowy nr 31 i 32
- drużyna radiokorespondencyjna lotnicza nr 5 (5 plot)
- stacja meteorologiczna nr 31 (5 plot)
- kompania km plot. typ A nr 8 (77 pp)
- kompania km plot. typ A nr 9 (42 pp)
- kompania km plot. typ B nr 38 (42 pp)
- kompania km plot. typ B nr 39 (42 pp)
- kompania km plot. typ B nr 117 (1 psk)

Łącznie SGO „Narew” miała posiadać 29 samolotów, w tym 10 myśliwskich, 7 rozpoznawczych, 7 obserwacyjnych i 5 łącznikowych.

## Obsada personalna KG SGO „Narew”
| stanowisko                        | stopień imię i nazwisko               | dalsze losy                                                                  |
| --------------------------------- | ------------------------------------- | ---------------------------------------------------------------------------- |
| dowódca SGO                       | gen. bryg. Czesław Młot-Fijałkowski   | niewola                                                                      |
| dowódca artylerii                 | gen. bryg. Otton Krzisch              | Polskie Siły Zbrojne                                                         |
| I oficer sztabu dowódcy artylerii | mjr dypl. Stanisław Zaleski           |                                                                              |
| dowódca lotnictwa i OPL           | ppłk pil. Stanisław Nazarkiewicz      | Polskie Siły Powietrzne                                                      |
| szef sztabu lotnictwa             | mjr pil. Stanisław Żarski             | Polskie Siły Powietrzne                                                      |
| oficer operacyjny                 | mjr obs. inż. Stefan Marian Schubert  | niewola                                                                      |
| dowódca OPL                       | ppłk piech. Kazimierz Bogaczewicz     | niewola radziecka, ofiara zbrodni katyńskiej                                 |
| referent OPL                      | kpt. art. Bazyli Mościcki             | Polskie Siły Zbrojne                                                         |
| dowódca saperów                   | ppłk dypl. Józef Szylling             | Polskie Siły Zbrojne                                                         |
| dowódca etapów                    | płk piech. Alfred Jan Schmidt         | Polskie Siły Zbrojne                                                         |
| komisarz cywilny                  | kpt. Józef Drożański                  |                                                                              |
| szef sztabu SGO                   | ppłk dypl. art. Stanisław Podkowiński | niewola                                                                      |
| szef Oddziału I                   | mjr dypl. Wacław I Kobyliński         | Polskie Siły Zbrojne                                                         |
| szef Oddziału II                  | mjr dypl. Józef Olędzki               | internowany na Litwie, przejęty przez Sowietów i zamordowany                 |
| pomocnik szefa oddziału           | kpt. dypl. sap. Felicjan Majorkiewicz | Polskie Siły Zbrojne                                                         |
| oficer oddziału                   | rtm. Marian Hernik                    |                                                                              |
| szef Oddziału III                 | mjr dypl. Jan Gorzko                  |                                                                              |
| pomocnik szefa oddziału           | kpt. dypl. piech. Franciszek Herman   | partyzantka                                                                  |
| szef Oddziału IV                  | kpt. dypl. Leonard Matrybiński        |                                                                              |
| pomocnik szefa oddziału           | kpt. dypl. art. Marian Zajączkowski   | Polskie Siły Zbrojne                                                         |
| dowódca łączności                 | mjr łącz. Tadeusz Klemens Błoński     |                                                                              |
| pomocnik                          | kpt. dypl. łączn. Mieczysław Potocki  | internowany na Litwie, później partyzantka                                   |
| kwatermistrz                      | mjr dypl. piech. Bronisław Kwaskowski | niewola radziecka, ofiara zbrodni katyńskiej                                 |
| szef intendentury                 | płk int. z WSW Adam Kosiba            | internowany na Litwie, przejęty przez Sowietów, później Polskie Siły Zbrojne |
| *oficer                           | mjr int. z WSW Władysław Ficek        |                                                                              |
| *oficer                           | kpt. int. z WSW Władysław Sielewicz   |                                                                              |
| szef uzbrojenia                   | ppłk Józef Mączyński                  |                                                                              |
| szef służby zdrowia               | ppłk dr med. Zenon Szczefanowicz      |                                                                              |
| szef służby weterynaryjnej        | mjr lek. wet. dr Jan Eberle           |                                                                              |
| szef służby sprawiedliwości       | mjr Władysław Trzeciecki              |                                                                              |
| szef kolejnictwa                  | ppłk dypl. Piotr Kończyc              |                                                                              |
| dowódca żandarmerii               | kpt. Grzegorz Czeski                  |                                                                              |
| komendant Kwatery Głównej         | kpt. Wojciech Krasodomski             |                                                                              |
|                                   |                                       |                                                                              |